# Lago Seliger
Il lago Seliger (in russo Селигéр?) è un lago di origine glaciale situato nel Rialto del Valdaj, in Russia, compreso nelle oblast' di Tver' e di Novgorod. È chiamato anche Ostaškovskoe (Осташковское), dal nome della città di Ostaškov, situata sulla riva del lago. 

## Descrizione
Il lago ha una superficie di 212 km², esattamente la stessa del Lago Maggiore, ed è come questo di origine glaciale. La forma è però meno allungata (lunghezza: 66 km, larghezza: 37 km) e la profondità assai minore (massima: 24 m, media: 5,8 m). È, di fatto, una catena di laghi che si estende da nord a sud per 100 km, collegati da canali brevi e stretti. La costa è lunga 528 km ed è frastagliata.
L'emissario del lago è il fiume Seližarovka, brevissimo affluente del Volga.
Nel lago sono presenti più di 160 isole  per una superficie di 38,1 km², tra le quali: Chačin, la maggiore, Gorodomlja e Stolobnyj. In quest'ultima isola sorge il noto monastero di Nilo di Stolobnyj, edificato nel Cinquecento e dedicato a san Nilo di Stolobnyj, uno dei santi venerati dalla chiesa ortodossa.
Sulle sue rive sorge una sola città di una qualche importanza, Ostaškov.

## Aspetti naturali e ittiofauna
Il lago è circondato da foreste di conifere e, nella sua parte settentrionale, è parte del Parco nazionale del Valdaj (Валдайский национальный парк).
Il Seliger è popolato da circa 30 specie di pesci, tra cui: sperlano, abramide, lucioperca, bottatrice, coregone bianco e ido.